# دنیس کاپوستین
دنیس کاپوستین (روسی: Денис Викторович Капустин؛ زادهٔ ۵ october ۱۹۷۰ (۵۴ سال)) ورزشکار دو و میدانی اهل روسیه است.